# Дзюба Іван Михайлович
Іва́н Миха́йлович Дзю́ба (26 липня 1931, с. Миколаївка, Ольгинський район, нині Волноваський район, Донецька область, Українська РСР, СРСР — 22 лютого 2022, Київ, Україна) — український літературознавець, літературний критик, громадський діяч, активний учасник руху за незалежність України, дисидент, Герой України (2001), кавалер ордену Свободи (2009), кавалер ордена Ярослава Мудорого V ступеня (2022), лавреат Державної Премії ім. Тараса Шевченка (1991) та премії ім. О. Білецького у галузі літ. худож. критики (1987), академік НАН України, другий Міністр культури України (1992—1994), голова Комітету з Національної премії України імені Тараса Шевченка (1999—2001), керівник відділу загальних енциклопедичних досліджень Інституту енциклопедичних досліджень НАН України, член Ради конкурентоспроможності України. Один із засновників політичної партії Народний рух України.
Співголова Головної редакційної колегії «Енциклопедії сучасної України». Радник Президії Національної академії наук України.
Головний редактор журналу «Сучасність» (у 1990-х роках), редактор відділу перекладної літератури видавництва «Дніпро» (у 1969—1972 роках), член редколегій наукових часописів «Київська старовина», «Слово і час», «ЄвроАтлантика» тощо.

## Життєпис
Народився в селі Миколаївка Ольгинського району Сталінської області в родині селян Михайла Івановича Дзюби (1909—1943) та Ольги Никифорівни Дзюби (до шлюбу Гнітько; 1912—1981). Батько загинув на фронті.
1932 року родина, рятуючись від Голодомору, переїхала в сусіднє робітниче селище Новотроїцьке, потім — в Оленівські Кар'єри (тепер Докучаєвськ), де Іван Дзюба закінчив середню школу № 1.

### Вища освіта
Закінчив російську філологію в Донецькому педагогічному інституті. Вчився гарно, отримував Сталінську стипендію, був на видноті. Але що більше відкривав для себе нового, то більше замислювався над тим, у якому світі він живе. «Я не скажу, що я тоді був якимось українським націоналістом. Просто я розумів, що українська нація не гірша за інші. І українська мова не гірша за інші. А я весь час, на кожному кроці, відчував оцю зневагу до всього українського. І ще один був фактор: я весь час був на боці слабшого. Я не лише за українців заступався, я заступався і за кримських татар, і за своїх друзів-євреїв. Мною рухало відчуття справедливості. І саме воно підштовхнуло мене до того, що я почав для себе відкривати Україну», — зізнавався Іван Михайлович в 2013 році в інтерв'ю Дмитру Гордону.
Згодом аспірантуру Інституту літератури ім. Т. Г. Шевченка. У столиці Іван Дзюба став одним із активних учасників Клубу творчої молоді, зблизившись із Іваном Світличним, Аллою Горською, Василем Симоненком, Ліною Костенко, Іваном Драчем, Лесем Танюком, Євгеном Сверстюком та іншими молодими й натхненними «шістдесятниками». КТМівці збурюють столицю, провівши кілька літературних вечорів, серед яких — вечір Василя Симоненка, несанкціоноване вшанування пам'яті Лесі Українки, збори з нагоди перепоховання Тараса Шевченка. Іван Дзюба — серед організаторів цих акцій.
З 1956 року працював у видавництві «Дніпро». 1958 року перейшов працювати до часопису «Вітчизна», звідки 1962 року звільнений з посади завідувача відділу критики часопису «за ідеологічні помилки», а 1965 року — з роботи у видавництві «Молодь».
31 липня 1963 року взяв участь (разом із Тетяною Цимбал, Михайлиною Коцюбинською, Іваном Драчем, Станіславом Тельнюком, Миколою Вінграновським, Ю. Назаренком, Іриною Жиленко) в несанкціонованому творчому вечорі в Першотравневому парку Києва, присвяченому 50-річчю з дня смерті Лесі Українки.

### Дисидентська діяльність
У вересні 1965 року на прем'єрі фільму «Тіні забутих предків» у кінотеатрі «Україна» (Київ) з букетом квітів піднявся на сцену кінотеатру «Україна», щоб привітати знімальну групу Сергія Параджанова. Вручивши квіти художниці по костюмах Лідії Байковій, він підійшов до мікрофона і сказав: «У нас велике свято. Але й велике горе. В Україні почалися арешти творчої молоді». У залі увімкнули сирену, щоб заглушити слова промовця, але він і далі називав імена заарештованих у серпні дисидентів: Іван Світличний, Святослав Караванський, Михайло та Богдан Горині, Іван Гель. Присутній у залі В'ячеслав Чорновіл схопився з місця і вигукнув «Хто протестує проти політичних арештів — встаньте!». За спогадами Романа Корогодського, на весь переповнений зал підвелося людей 50–60.
Про підготовку цієї акції знали тільки троє людей: Михайлина Коцюбинська, Юрій Бадзьо та сам Іван Дзюба. Однак «органи» запідозрили існування підпільної антирадянської організації. Почалися репресії: Василя Стуса, який підтримав протест, відрахували з аспірантури, Михайлину Коцюбинську, Юрія Бадзьо та його дружину Світлану Кириченко звільнено з роботи, В'ячеслав Чорновіл через два роки, після виходу в самвидаві його статті «Лихо з розуму (Портрети двадцяти „злочинців“)», опиняється за ґратами. Не минулася без наслідків ця акція і для Сергія Параджанова: уже за кілька тижнів була згорнута робота над фільмом «Київські фрески» і більше жодного фільму рівня «Тіні забутих предків» йому не дали зняти.
Втратив роботу й Іван Дзюба — його звільняють з посади консультанта літературного відділу видавництва «Молодь» (два роки перед тим його так само «за ідеологічні помилки» звільнили з відділу критики журналу «Вітчизна»). Протягом трьох років після виступу в кінотеатрі «Україна» він буде змушений працювати коректором в «Українському біологічному журналі», що було свого роду примусовою ізоляцією від літератури й літературознавства, і лише в 1969 році отримує посаду редактора видавництва «Дніпро», яку займає до свого арешту в 1972 році.
1965 року написав памфлет «Інтернаціоналізм чи русифікація?» (перше видання — Лондон, 1968; журнал «Вітчизна», 1990, № 5—7) — про загрозливі проблеми національних відносин у соціалістичному суспільстві. В ній автор спирається на «канонічні» твори Леніна, Маркса та Енгельса, цитуючи партійні постанови та інші офіційні джерела, викривав згубну політику партії щодо національного питання і доводячи, що «ідея асиміляції націй, ідея про майбутнє безнаціональне суспільство — це не ідея наукового комунізму, а того „комунізму“, який Маркс і Енгельс називали казармовим». Автор власноруч надіслав її до найвищих керівних органів УРСР у сподіванні, що влада врахує перегини в національній політиці й «виправиться». Дзюба власноруч відіслав до Першого секретаря ЦК Компартії Петра Шелеста, голови Ради міністрів УРСР Володимира Щербицького, до ЦК Компартії в Москву і навіть до головного редактора журналу «Новый мир» Олександра Твардовського.
Ця праця спочатку викликала шок в партійного керівництва. З одного боку, трактат був однозначно «антирадянський». З іншого — він спирався на радянські постулати, які важко було заперечити. Та й сам автор не крився, а запрошував опонентів до  відкритого діалогу. І з ним спочатку пробували вести діалог, запрошуючи на «співбесіди» й намагаючись переконати в хибності його думки. Але логіка аргументів Івана Дзюби була настільки беззаперечною, що всі ці спроби від початку були приреченими.
І тоді влада пішла перевіреним шляхом: скликала спеціальну комісію, яка визнала «Інтернаціоналізм чи русифікація?», яка на той час уже вийшла за кордоном і активно поширювалася в самвидаві, ідейно шкідливим твором.

### Подальший арешт
У 1970-х роках зазнав гонінь за погляди, висловлені в окремих публікаціях. Зокрема, 1972 року був виключений зі Спілки письменників України. 13 січня 1972 року під час візиту до Івана та Льолі Світличних, його затримали, а згодом — арештували.
У рамках погрому української інтелігенції 1972 року, влада знову повернулася до його публіцистичної праці «Інтернаціоналізм чи русифікація?». За офіційною інформацією, ЦК КПУ постановою від 7 лютого 1972 року доручив комісії в складі А. Д. Скаби (голова), В. Ю. Євдокименка, Ю. О. Збанацького, В. П. Козаченка, Л. П. Нагорної, П. О. Недбайла, В. А. Чирка, М. З. Шамоти та П. Й. Ящука розглянути листа Івана Дзюби, адресованого першому секретарю ЦК КПУ Петру Шелесту та голові Ради Міністрів УРСР Володимирові Щербицькому, та додану до листа працю «Інтернаціоналізм чи русифікація?».
15 лютого 1972 року комісія, «проаналізувавши згаданий лист та матеріал І. Дзюби, а також вивчивши матеріали зарубіжної антирадянської преси і радіо за період з 1966 по 1972 рік» комісія «прийшла до висновку, що підготовлений Дзюбою матеріал „Інтернаціоналізм чи русифікація?“ є від початку й до кінця пасквілем на радянську дійсність, на національну політику КПРС і практику комуністичного будівництва в СРСР». Василь Стус називав рецензію цієї комісії «з відверто поліційними, кровожерними заявами», а про самих рецензентів Дзюби писав що «їхня вина в проведенні масових репресій така сама, як і штатних кагебістів. Вони такі самі душогуби, як слідчі і судді.»
У в'язниці Дзюба довів фальсифікацію «Програми укомуністів» й добився визнання того, що це не його робота. Але рік постійних допитів і перебування в слідчому ізоляторі КГБ вплинули на Івана Дзюбу. До всього далася взнаки відкрита форма туберкульозу, якою він перехворів у 19 років. 1973 року Київський обласний суд засудив його до 5 років ув'язнення і 5 років заслання за «антирадянську» працю «Інтернаціоналізм чи русифікація?». Згодом звернувся до Президії Верховної Ради УРСР з проханням про помилування. Після «помилування» його не оголосили «тунеядцем» завдяки авіаконструкторові Олегу Антонову, який знайшов йому роботу коректора в багатотиражці Київського авіазаводу.

### Політична діяльність
Восени 1989 року став одним із засновників «Народного Руху України», президентом Республіканської асоціації україністів. З 1991 — головний редактор журналу «Сучасність», згодом — голова редакційної ради.
Із 17 листопада 1992 року по 19 серпня 1994 року — міністр культури України. Їздив на роботу в громадському транспорті, соромлячись користуватися службовим авто.
У 1999—2005 роках Дзюба очолював Комітет з Національної премії України імені Тараса Шевченка.
Один із засновників ініціативної групи «Першого грудня», її учасник у 2011—2019 роках.
Із 2001 року — почесний доктор НаУКМА.
Член Українського ПЕН.

### Подальше життя
За останні тридцять років Іван Дзюба написав та видав у світ близько двох десятків книг, присвячених українському світу літератури, мистецтва, культури, де знайшлося місце і класикам, і сучасним письменникам, від Ліни Костенко до Олега Лишеги та Сергія Жадана. А в 2015-му побачила світ книга «Донецька рана України», де аналізуються не лише розвиток української культури на теренах Донеччини, а й політичні, психологічні та історичні причини та маніпуляції місцевим населенням з боку радянської влади та їхніх наступників, які призвели до окупації.
Помер 22 лютого 2022 року у віці 90 років у Києві. Був похований 24 лютого на Байковому кладовищі (ділянка № 33). За словами літературознавця та політика Миколи Жулинського, Іван Дзюба останніми роками мав проблеми зі здоров'ям, та все одно продовжував працювати і стежити за літературним процесом і суспільно-політичним життям.
|                      | Сьогодні вранці уві сні на 91 році життя відійшов за межі цього земного світу унікальна людина Іван Дзюба. Одне ім'я вже говорить багато. Багато — бо це один із лідерів національно, духовного відродження другої половини XX і початку XXI століття. Передусім Іван Дзюба — це інтелектуальний провідник і речник українського «шістдесятництва». І я сьогодні не можу не згадати слів Ліни Костенко, яка сказала, що Іван Дзюба – це людина, що завжди мала мужність говорити правду |
| — Микола Жулинський, | |

## Погляди

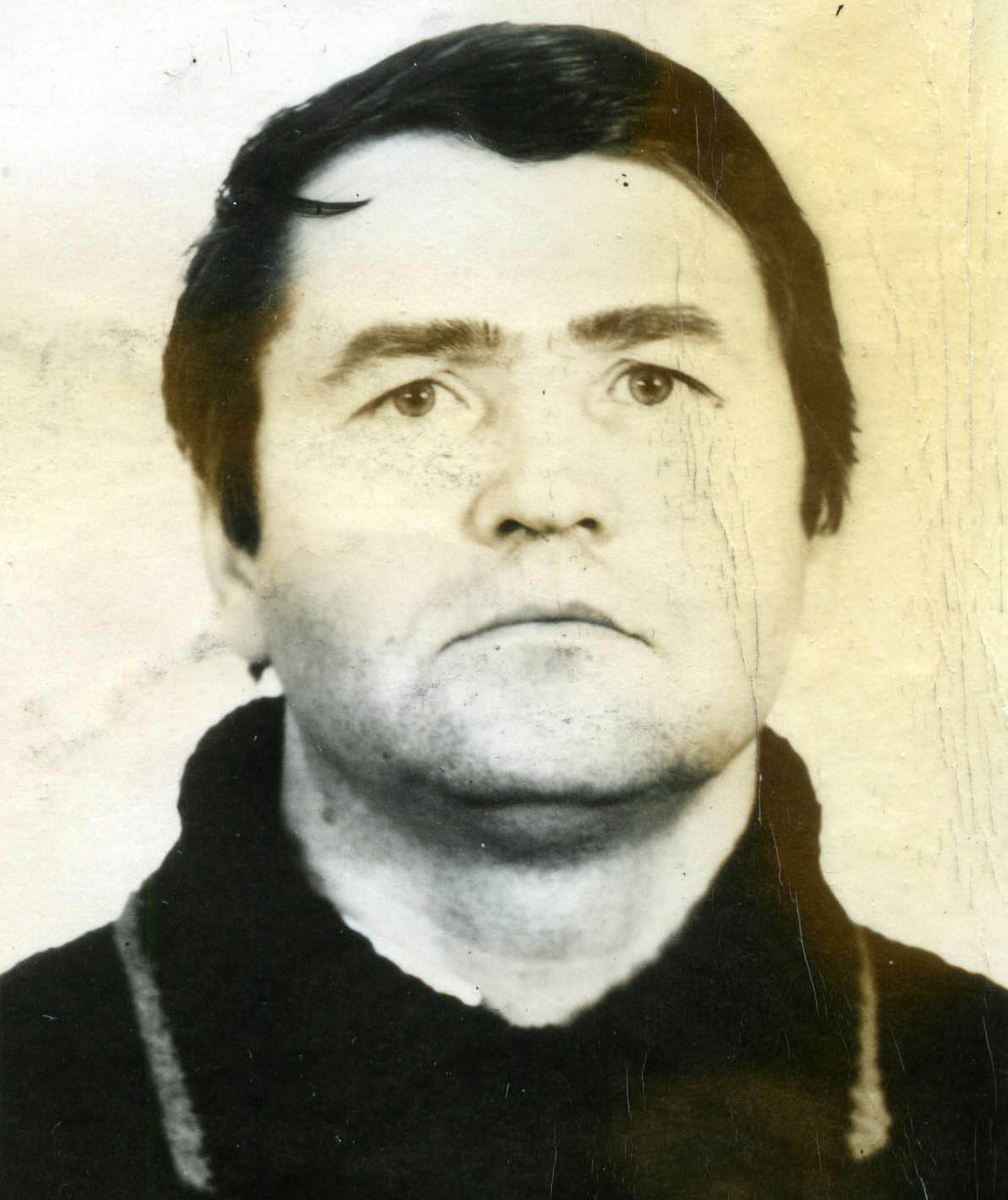
Іван Дзюба; офіційна світлина КДБ перед арештом Дзюби в 1973 році

|  | Попри все пережите, особливо у XX столітті, український народ значною мірою зберіг свою культурно-генеративну енергію, здатність породжувати нові творчі сили і давати ґрунт для інтелектуальних звершень і художніх шукань. Але маємо трагічний парадокс: у нас багата й самобутня культура, однак протягом століть її відтісняли на периферію суспільства, буття й людської свідомості, і тепер аж ніяк не можемо сказати, що нинішнє українське суспільство формується в лоні національної культури. Незважаючи на здобуття незалежності й усіх, пов'язаних з цим позитивних факторів, культурно наше суспільство залишається колоніальним, або усе ще колонізованим. Одним із найважливіших завдань бачиться мені введення української мови y коло сучасних комп'ютерних комунікацій. Тобто, йдеться про зміну форми функціонування культурних текстів. У східних регіонах потрібна рішуча підтримка української культури та українського слова (книга, газета, радіо, телебачення) української освіти за допомогою ринкових і законодавчих механізмів. |

У липні 2018 року підтримав відкритий лист українських діячів культури до ув'язненого в Росії українського режисера Олега Сенцова.

## Проблеми зі здоров'ям
Іван Дзюба захворів на туберкульоз легень іще в студентські роки. Потреба в постійному лікуванні та певних умовах життя для виживання давало КДБ чудовий інструмент тиску на Дзюбу. На думку дослідників, саме через загострення хвороби під час його арешту 1972 року Дзюба був змушений до певної міри піддатися «слідчому тиску» партії та КДБ й «покаятись», інакше він просто не пережив би найближчу зиму в таборі.

## Помешкання
Якийсь час з дружиною мешкали в «комуналці» на вул. Інститутській. Після народження доньки, наприкінці 1964 р. винаймали кімнату в Ірпені.
У кінці 1965 року, після створення ним праці «Інтернаціоналізм чи русифікація?», переїхав у двокімнатну квартиру на Повітрофлотському проспекті 50, що її надала Спілка письменників.

За словами Івана Дзюби, нове помешкання було розміщене в «будинку КДБ». Систематична поява автівок спецслужб у дворі маркувала будинок як відомчий. На думку Дзюби, ордер на це житло він отримав не випадково:
«Переселили мене так, щоб був під рукою»
Як свідчать спогади Леоніда Плюща, до проживання в цьому будинку критик ставився з іронією, жартуючи: 
«Народ почне бити вікна в цьому будинку, а я ж то за що страждатиму?»
Наприкінці 1973 р., вийшовши з в'язниці, він 8 років працював на заводі Антонова, тривалий час не міг друкуватися. Мешкав на вулиці Антонова.
Мешкав на Чоколівці.

## Твори

### Книги
| - «Звичайна людина чи міщанин?» (1959) - Інтернаціоналізм чи русифікація? (1965, «Самвидав», видавалася українською, англійською, італійською, китайською, російською, французькою мовами) - Грані кристала (1978) - На пульсі доби: штрихи до портретів письменників народів СРСР (1981) - Стефан Зорян в історії вірменської літератури (1982) - Вітчизна у нас одна (1984) - Автографи відродження (1986) - Садріддін Айні (1987) - У всякого своя доля (1989) - Бо то не просто мова, звуки (1990) - Застукали сердешну волю… (1995) - Між культурою та політикою [Архівовано 7 березня 2016 у Wayback Machine.] (1998) | - Спрага (2001) - Пастка. 30 років зі Сталіним, 50 — без Сталіна, (ч. 1) [Архівовано 28 серпня 2007 у Wayback Machine.], (ч. 2) (2003) - Тарас Шевченко (2005) - З криниці літ. У 3-х томах (2006—2007) - Тарас Шевченко: Життя і творчість (2008) - Спогади і роздуми на фінішній прямій (2008) - «Нагнітання мороку: від чорносотенців ХХ ст. до українофобів початку ХХІ ст.» [Архівовано 13 грудня 2012 у Wayback Machine.] (2011) - Не окремо взяте життя (2013). ISBN 978-966-06-0634-0 - Донецька рана України: Історико-культурологічні есеї. — Київ: Інститут історії України НАН України, 2015. — 78 с. - Чорний романтик: Сергій Жадан. К.: Либідь, 2017. |

### Статті та лекції
- Вимирання слова (2004)[17]
- Микола Хвильовий: «Азіятський ренесанс» і «психологічна Европа» (2005)[18]
- Донецька рана України: Історико-культурологічні есеї / НАН України. Інститут історії України. — К.: Інститут історії України, 2015. — 78 с. — (Студії з регіональної історії. Степова Україна). — ISBN 978-966-02-7536-2.

### Редакція та упорядкування
- Редактор 10-томної серії «Україна. Антологія пам'яток державотворення X—XX ст.», упорядник її 5-го тому «Романтики національного відродження (1800—1863 роки)» (2009)
- Історія українського мистецтва (видання)

### Автор вступних статей
- І. Фізер, Психо-лінгвістична теорія літератури Олександра Потебні: метакритичне дослідження. — К.: Обереги, 1996.
- М. Павлишин, Канон та іконостас. — К.: Час, 1997.
- Україна: антологія пам'яток державотворення, Х-XX ст.: у 10 т. — К.: Основи, 2009.
- Порода: Антологія українських письменників Донбасу. Упорядкування Веніаміна Білявського і Микити Григорова. Передмова Івана Дзюби. — К.: Легенда, 2017. — 384 с.

## Кінематографічна діяльність
Автор сценаріїв фільмів:
- Василь Симоненко (1988)
- Українці. Надія (1992)
- Поет і княжна (1999)
- Співавтор сценаріїв серій «Поет і княжна», «На цій окраденій землі», «Душа з призначенням прекрасним» і «Доле моя, де ти?» телесеріалу «Тарас Шевченко. Заповіт» (1992―1997) тощо.

## Вшанування пам'яті
- Вулиця Івана Дзюби у містах Вінниця, Київ, Краматорськ, Кременчук, Чернівці.
- 2 листопада 2023 року у прокат вийшла документальна стрічка режисера Сергія Буковського «Іван і Марта», яка розповідає історію кохання подружжя Дзюб, а також дружбу й співтворчість українських шістдесятників на тлі епохальних змін та зламів[19].

## Нагороди і відзнаки
- 26 липня 2001 року указом Президента України Л. Д. Кучми присвоєне звання Герой України з врученням ордена Держави — за визначні трудові досягнення, заслуги перед Україною у розбудові її державності та відродженні національної духовності[20].
- Кавалер ордена Свободи (16 січня 2009) — за вагомий особистий внесок у справу консолідації українського суспільства, розбудову демократичної, соціальної і правової держави та з нагоди Дня Соборності України[21].
- Орден князя Ярослава Мудрого V ст. (22 січня 2022) — за значний особистий внесок у державне будівництво, соціально-економічний, науково-технічний, культурно-освітній розвиток Української держави, зміцнення міжнародного авторитету України, вагомі трудові досягнення, багаторічну сумлінну працю[22]
- Державна премія Української РСР імені Т. Г. Шевченка в галузі літератури, журналістики і мистецтва 1991 року (в галузі журналістики і публіцистики)  — за серію публіцистичних виступів «Бо то не просто мова, звуки…», статті «Україна і світ», «Чи усвідомлюємо національну культуру як цілісність?» (27 лютого 1991)[23].
- Державна премія України в галузі науки і техніки 2017 року — за роботу «Шевченківська енциклопедія» (у складі колективу)[24]
- Відзнака Президента України — ювілейна медаль «25 років незалежності України» (19 серпня 2016) — за значні особисті заслуги у становленні незалежної України, утвердженні її суверенітету та зміцненні міжнародного авторитету, вагомий внесок у державне будівництво, соціально-економічний, культурно-освітній розвиток, активну громадсько-політичну діяльність, сумлінне та бездоганне служіння Українському народу[25]
- Книга Івана Дзюби «Тарас Шевченко. Життя і творчість» видавництва «Києво-Могилянська академія» стала лауреатом Всеукраїнського рейтингу «Книжка року 2008» в номінації «Хрестоматія — Критика, біографії, мемуари».
- Лавреат Міжнародної премії від 1990 року фундації Антоновичів за есе «У всякого своя доля».
- Міжнародна літературна премія від 1996 року Фундації Івана Багряного.
- Лавреат літературної недержавної премії Олеся Білецького, та наукової премії НАН України імені Володимира Вернадського[10].